# Bernhard Eisel
Bernhard Eisel (født 17. februar 1981 i Voitsberg, Østrig) er en tidligere østrigsk professionel cykelrytter.
Eisel vandt sit første løb som 11-årig, og mange løb siden. Da han var 17 år gammel flyttede han til Italien for at cykle for Rinascita Ormelle. Efter det gik han til Moreno Argentin. I 2001 gik han til Mapei, og blev professionel cykelrytter. To år senere, i 2003, blev han rytter på Française des Jeux.